# Punta Limón
Punta Limón är en ort i Mexiko.   Den ligger i kommunen Ignacio de la Llave och delstaten Veracruz, i den sydöstra delen av landet, 400 km öster om huvudstaden Mexico City. Punta Limón ligger 8 meter över havet och antalet invånare är 125.
Terrängen runt Punta Limón är mycket platt. Runt Punta Limón är det glesbefolkat, med 14 invånare per kvadratkilometer. Närmaste större samhälle är Heroica Alvarado, 15,9 km nordost om Punta Limón. Trakten runt Punta Limón består huvudsakligen av våtmarker.